# جون ماكي فالكونر
جون ماكي فالكونر (بالإنجليزية: John Mackie Falconer)‏ هو نقاش ‏ ورسام أمريكي، ولد في 1820 في إدنبرة في المملكة المتحدة، وتوفي في 1903 في الولايات المتحدة.